# Вікіпедія мовою шона
Вікіпедія мовою шона (шона Wikipedhiya) — розділ Вікіпедії мовою шона. Створена у 2004 році. Вікіпедія мовою шона станом на 26 березня 2025 року містить 11 464 статті, 19 008 зареєстрованих користувачів, 24 активних дописувачів, 1 адміністратора
. Загальна кількість сторінок у Вікіпедії мовою шона — 20 410, редагувань — 111 901, мультимедійні файли відсутні
. Глибина (рівень розвитку мовного розділу) Вікіпедії мовою шона дуже мала і становить лише 3.3 пунктів
. 

## Історія
- Листопад 2010 — створена 100-та стаття[3].
- Червень 2012 — створена 1 000-на стаття[3].
- Грудень 2013 — створена 2 000-на стаття[4].